# Équipe cycliste masculine Picnic PostNL
Cet article concerne l'équipe masculine. Pour l'équipe féminine, voir Équipe cycliste féminine Picnic PostNL.
L'équipe cycliste Picnic PostNL est une équipe néerlandaise de cyclisme sur route. Créée en 2005, elle court sous licence allemande de 2015 à 2021 et fait partie depuis 2013 de l'UCI World Tour. Elle porte depuis le 30 juin 2023 le nom de ses principaux sponsors, l'entreprise néerlandaise de nutrition et de pharmacie DSM et l'entreprise suisse de fragrances et d'arômes Firmenich. Elle s'est auparavant appelée Shimano-Memory Corp (2005), Skil-Shimano (2006-2011), Argos-Shimano (2012-2013), Giant-Shimano (2014), Giant-Alpecin (2015-2016), Sunweb (2017-2020), DSM (2021-2022), dsm-firmenich (2023) et dsm-firmenich PostNL (2024). Elle est dirigée depuis 2008 par Iwan Spekenbrink. Spécialisée dans les sprints pendant plusieurs années avec les Allemands Marcel Kittel et John Degenkolb, elle a remporté Milan-San Remo et Paris-Roubaix grâce à ce dernier. Sur les grands tours, Tom Dumoulin s'est imposé sur le Tour d'Italie 2017.
Depuis 2017, l'équipe DSM Development est l'équipe réserve de la formation World Tour.

## Histoire de l'équipe

### 2005: première saison sous le nom de Shimano-Memory Corp

Logo de l'équipe en 2005.

Logo de l'équipe Skil-Shimano.

Logo de l'équipe en 2024.

L'équipe est fondée en 2005 sous le nom de Shimano-Memory Corp. Elle est issue de l'équipe japonaise Shimano Racing et de l'équipe néerlandaise Bankgiroloterij. Le sponsor principal de l'équipe est Shimano, une entreprise japonaise spécialisée dans la fabrication de pièces et composants pour cycles. Elle obtient le statut d'équipe continentale professionnelle.
Sa première saison est marquée par les victoires de l'Allemand Stefan Schumacher sur le Ster Elektrotoer, le Tour de Basse-Saxe et le Tour de Rhénanie-Palatinat, qui lui permettent de prendre la cinquième place de la première édition de l'UCI Europe Tour. Hidenori Nodera remporte le championnat du Japon sur route.

### 2006-2011: Skil-Shimano

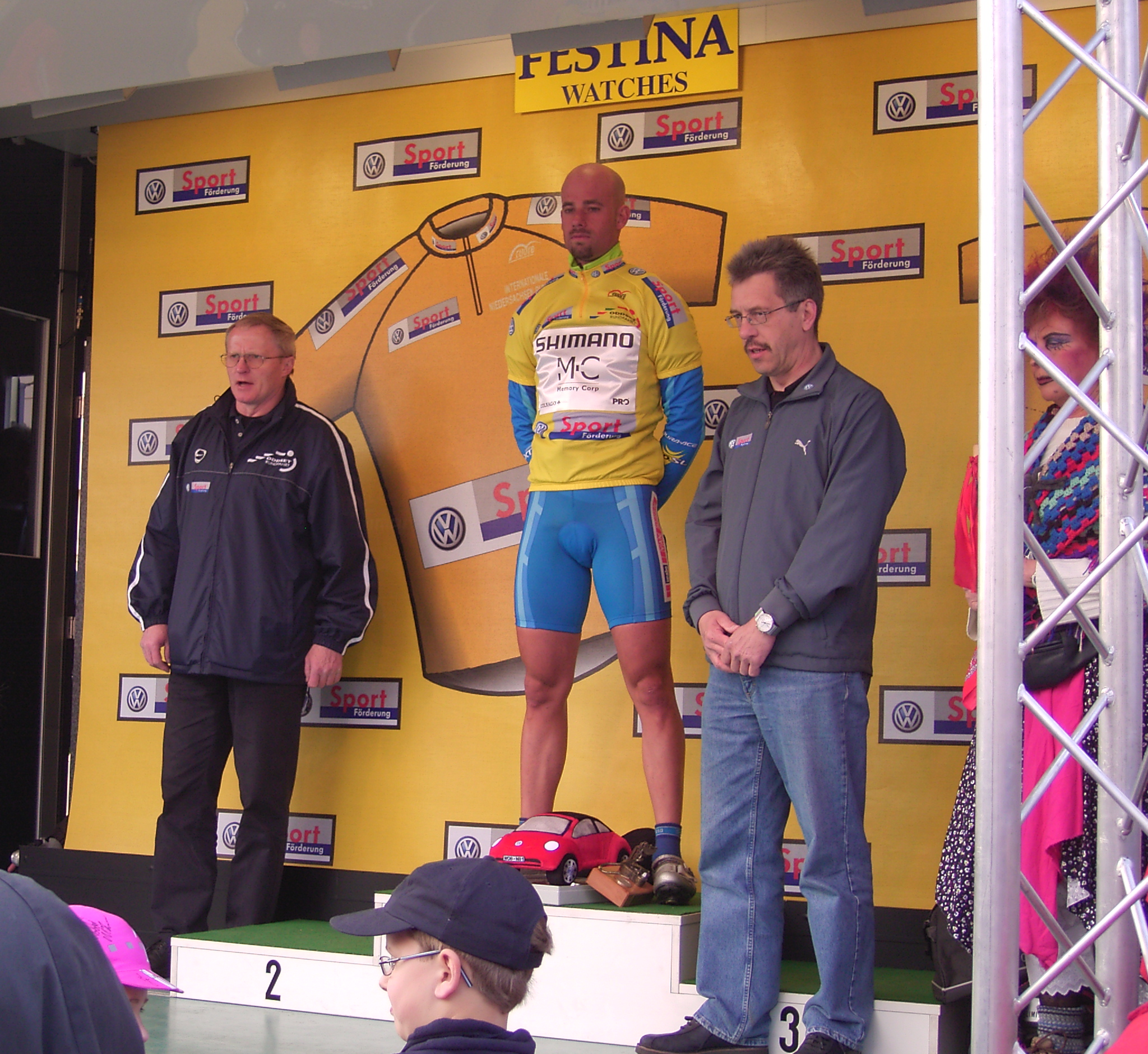
Stefan Schumacher, lors de sa victoire au Tour de Basse-Saxe en 2005.

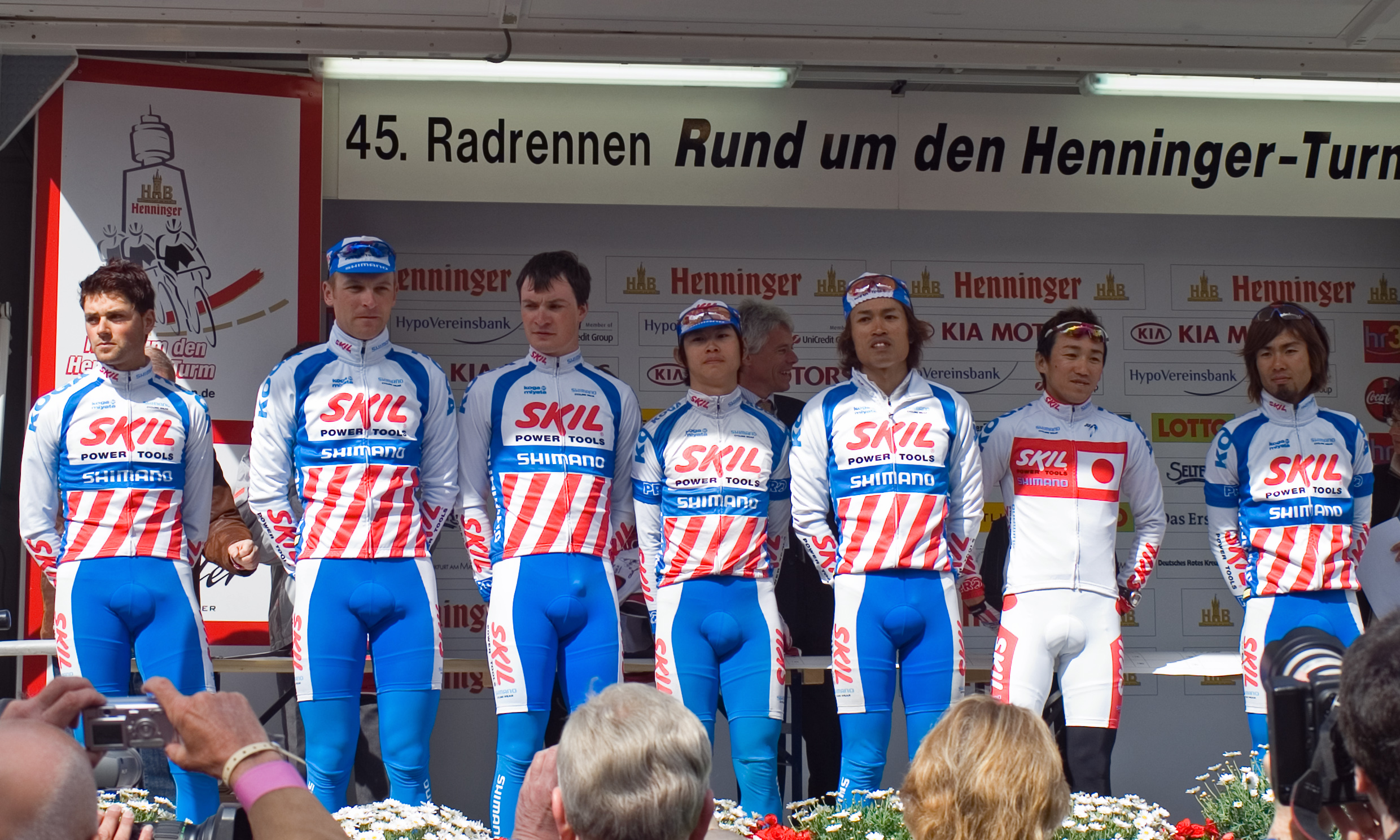
L'équipe Skil-Shimano au Henninger Turm 2006.

Membre de l'équipe Bankgiroloterij depuis 2000, Rudie Kemna devient directeur sportif de l'équipe en 2006 qui change de nom pour devenir Skil-Shimano, l'entreprise d'outils Skil devenant le sponsor principal. Elle adopte un maillot proche de celui de l'équipe Skil-Sem des années 1984 et 1985 et qui avait notamment remporté le Tour d'Espagne 1984 avec Éric Caritoux. Schumacher ayant rejoint Gerolsteiner, les meilleurs résultats sont obtenus par Maarten Tjallingii, vainqueur du Tour du lac Qinghai et du Tour de Belgique. Paul Martens gagne le Tour de Münster, Aart Vierhouten le Tour de Frise et Sebastian Langeveld est vainqueur du Grand Prix Pino Cerami et vice-champion des Pays-Bas. L'équipe participe à plusieurs compétitions du ProTour, où les meilleurs résultats sont obtenus par Tjallingii (11e de l'Eneco Tour) et Vierhouten (14e de Paris-Roubaix).
Durant l'année 2007, les coureurs de Skil-Shimano ne remportent que trois victoires sur l'UCI Europe Tour. Parmi les bons résultats de l'équipe, les places des expérimentés Maarten den Bakker et Aart Vierhouten dans leur même championnat national (3e et 5e), et de nombreuses places d'honneurs sur des épreuves européennes, par Piet Rooijakkers (5e des Quatre Jours de Dunkerque et du Tour de Grande-Bretagne), Paul Martens (2e du Ster Elektrotoer, 4e du Tour de Luxembourg et 5e du Tour de Rhénanie-Palatinat), Maarten Tjallingii (4e du Tour du Danemark, 2e du Tour de Belgique et 7e du Grand Prix de Francfort et du Tour de Grande-Bretagne), et Kenny van Hummel (6e de Kuurne-Bruxelles-Kuurne). Au Japon, Hidenori Nodera a pris comme en 2006 la deuxième place du championnat de course en ligne, et la neuvième de la Japan Cup.
Skil-Shimano participe en outre à neuf épreuves du ProTour 2007 : le triptyque Tour des Flandres-Gand-Wevelgem-Paris-Roubaix et l'Amstel Gold Race au printemps, l'Eindhoven Team Time Trial, la Vattenfall Cyclassics, le Tour d'Allemagne et l'Eneco Tour durant l'été, et Paris-Tours en fin de saison. Le meilleur résultat de l'équipe sur les classiques printanières est obtenu par Maarten den Bakker, vingt-huitième du Tour des Flandres. Quinzième sur vingt-trois au contre-la-montre d'Eindhoven, Skil-Shimano voit ensuite Piet Rooijakkers prendre la seizième place de la Vattenfall Cyclassics, et surtout Paul Martens terminer neuvième de l'Eneco Tour.
Jusqu'en 2008, le sponsor asiatique Shimano permet à de nombreux japonais et chinois de courir au sein de l'équipe, dans le but de permettre à ces coureurs d'acquérir de l'expérience dans une équipe cycliste européenne professionnelle avant les Jeux olympiques de Pékin. Après 2008, beaucoup de ces Asiatiques sont partis sans que leur performance ait beaucoup évolué par la suite. En 2008, Iwan Spekenbrink reprend la direction de l'équipe à Arend Scheppink.
En 2009, comme les années précédentes, l’équipe participe à de nombreuses épreuves du calendrier UCI ProTour et reçoit également une wild-card pour son premier Tour de France. Cette invitation est principalement due au style de conduite offensif pratiqué sur Paris-Nice en 2008 et 2009, dans les deux cas avec de nombreux coureurs français.
À partir de 2011, l’équipe compte également une équipe féminine sous le nom de Skil-Koga, avec notamment Regina Bruins, Suzanne de Goede, Roxane Knetemann, Hannah Welter et l'Allemande Christina Becker. Marcel Kittel offre à Skil-Shimano sa première victoire sur l'UCI World Tour le 31 juillet 2011 en remportant la première étape du Tour de Pologne.

### 2012: l'arrivée du sponsor Argos
L'implication du sponsor Skil prend fin avec l'année 2011. Malgré l'arrivée du sprinteur allemand John Degenkolb, l'équipe n'obtient pas la licence World Tour qu'elle avait demandé. Dans l'attente d'un nouveau sponsor principal au début de l'année 2012, l'équipe prend le nom provisoire de Project 1t4i, pour « inspiration, integrity, improvement and innovation ». Le nouveau sponsor, la société Argos North Sea Group du groupe Argos Oil (nl), est présenté à la fin du mois de mars. L'équipe devient alors Argos-Shimano et sa première compétition disputée sous ce nom est le Tour des Flandres,.
Le 6 avril, ASO confirme qu'Argos-Shimano est invité sur le Tour de France. Deux semaines plus tard, elle est également invitée à son premier Tour d'Espagne. Au global, l'équipe est invitée sur 19 des 27 courses du World Tour de 2012. Sur le Tour d'Espagne, elle gagne cinq étapes grâce à son sprinteur John Degenkolb.

### 2013-2014: les succès de Kittel et Degenkolb
Pour la saison 2013, l'équipe obtient pour la première fois une licence World Tour. Ses débuts sur le Tour d'Italie sont marqués par une victoire d'étape de John Degenkolb. Le 29 juin, l’équipe obtient son plus grand succès, puisque Marcel Kittel remporte au sprint la première étape du 100e Tour de France après une arrivée chaotique. Cela lui permet de prendre le départ de la deuxième étape avec le maillot jaune. Kittel remporte sur ce Tour trois autres étapes, dont la dernière sur l'avenue des Champs-Élysées à Paris. Le film « Nieuwe Helden » (« Nouveau héros ») est réalisé sur les expériences de l'équipe lors de ce Tour de France. En mai de cette année, le fondateur de l'équipe Arend Scheppink meurt à l'âge de soixante-treize ans[réf. souhaitée].
Avec 41 succès, Giant-Shimano est la deuxième équipe la plus victorieuse au cours de la saison 2014, derrière Omega Pharma-Quick Step. Parmi ses treize victoires, Marcel Kittel remporte à nouveau quatre étapes du Tour de France. John Degenkolb gagne dix courses, dont Gand-Wevelgem, et prend la deuxième place de Paris-Roubaix[réf. souhaitée].

### 2015-2016: victoires à Roubaix et San Remo

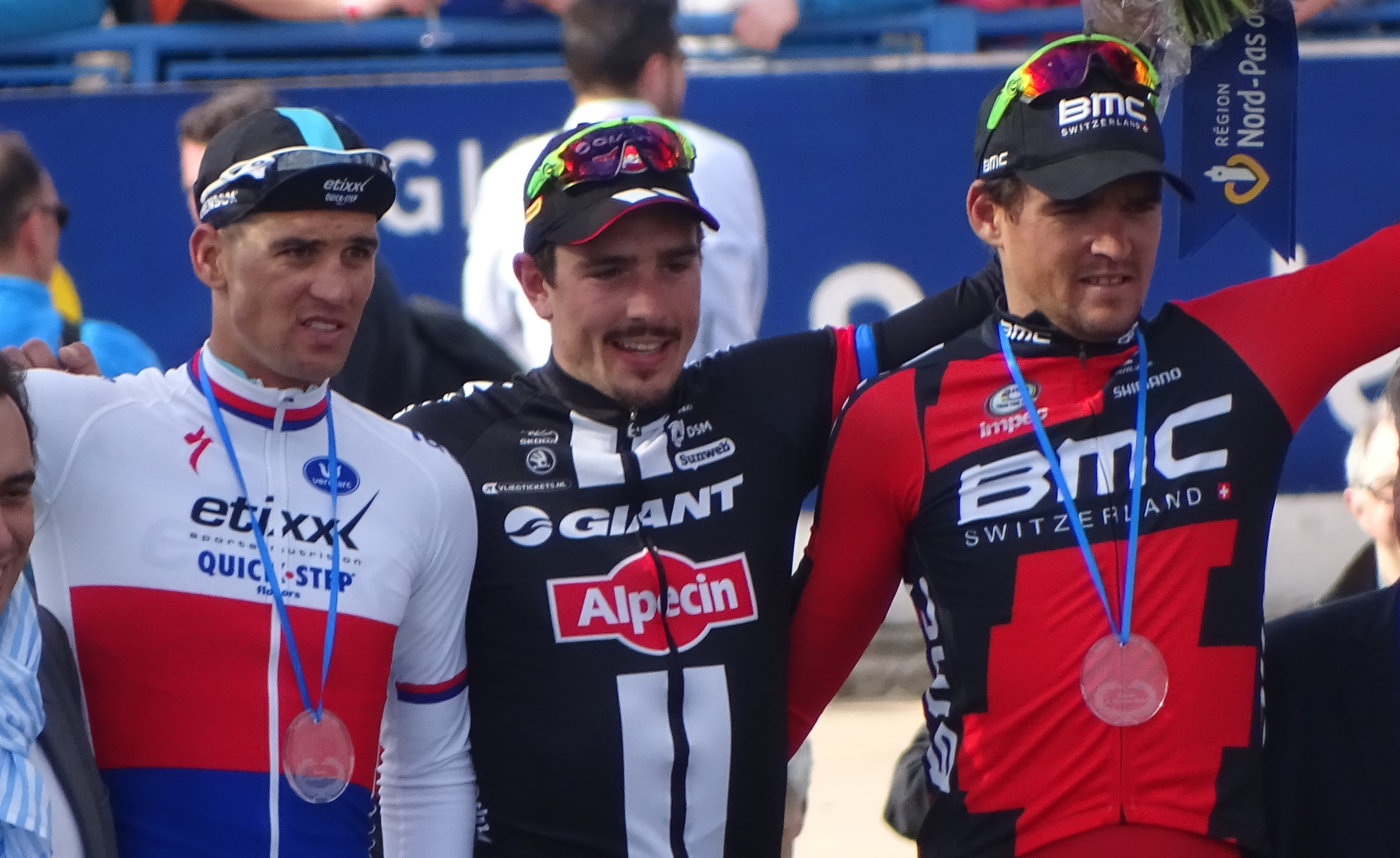
John Degenkolb vainqueur de Paris-Roubaix 2015.

L'équipe change de nom avec l'arrivée en tant que sponsor de la marque de shampoing Alpecin et devient Giant-Alpecin. Elle s'illustre en début d'année avec les victoires de John Degenkolb sur deux classiques majeures, Milan-San Remo et Paris-Roubaix. Durant l'été, Tom Dumoulin porte trois journées le maillot rouge du Tour d'Espagne et remporte deux étapes. Il s'effondre la veille de l'arrivée et termine sixième[réf. souhaitée].
Durant l'hiver 2015-2016, Marcel Kittel quitte l'équipe pour rejoindre Etixx-Quick Step. Le début de saison est marqué par l'accident dont sont victimes six coureurs de l'équipe durant un entraînement en Espagne en janvier. John Degenkolb et Warren Barguil notamment voient ainsi leur début de saison perturbé. Au Tour d'Italie, Tom Dumoulin remporte le prologue et porte le maillot rose pendant six jours. Il doit cependant abandonner la course, souffrant de plaies de selle. Il s'impose à deux reprises durant le Tour de France, à Arcalis puis en contre-la-montre. Aux Jeux olympiques de Rio, en équipe nationale, Dumoulin est médaillé d'argent du contre-la-montre[réf. souhaitée].
En juillet 2016, la firme Alpecin annonce qu'elle ne renouvelle pas son soutien financier à l'équipe à la fin de la saison. L'entreprise allemande souhaite en effet devenir partenaire d'une autre formation cycliste (Katusha), en 2017.

### 2017-2019: l'ère Dumoulin

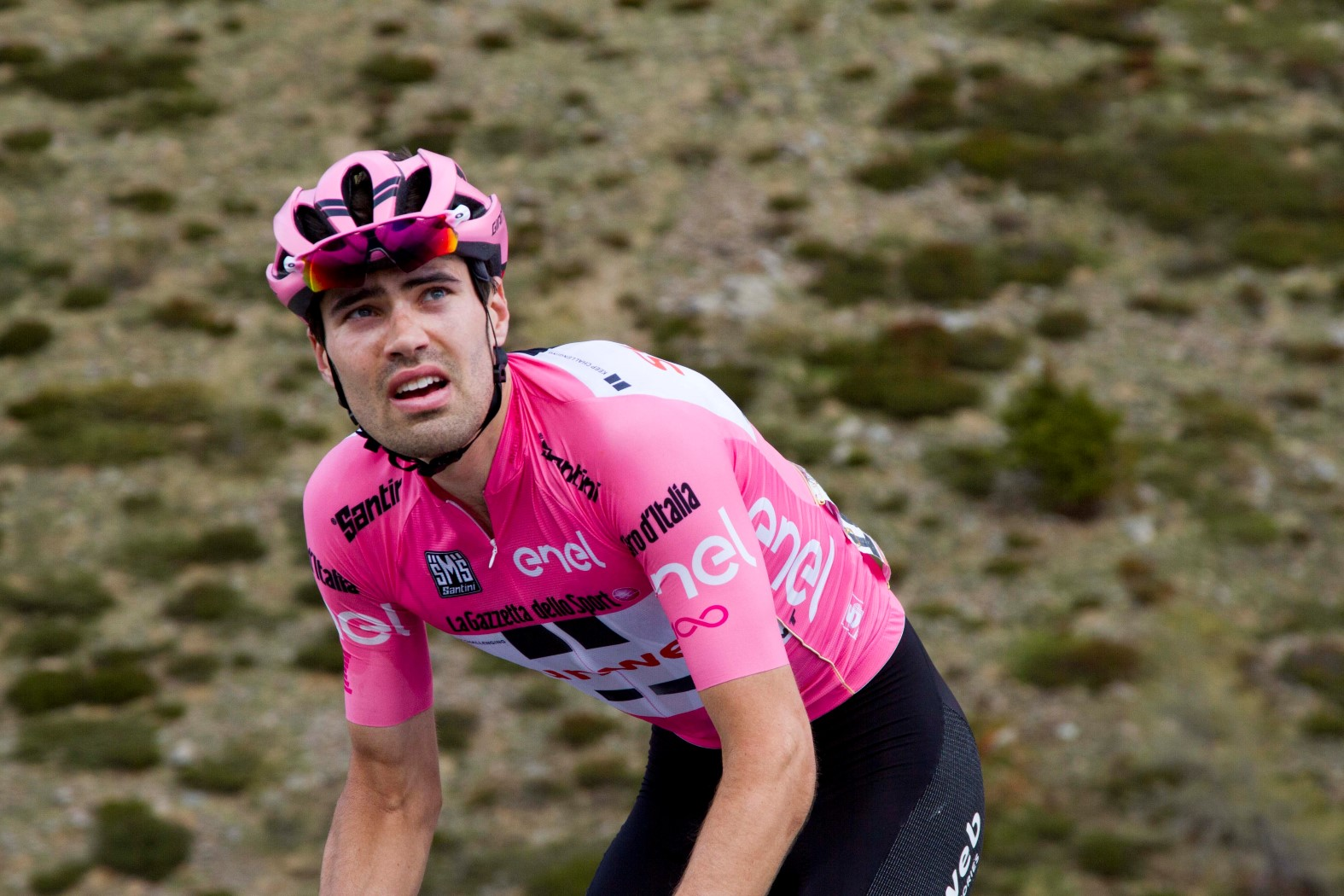
Tom Dumoulin avec le maillot rose lors du Tour d'Italie 2017

Pour la saison 2017, avec l'arrivée d'un nouveau sponsor principal, l'équipe prend le nom de Sunweb. L'intersaison voit notamment le départ de John Degenkolb, et les arrivées de Michael Matthews, appelé à être leader sur les classiques, ainsi que Wilco Kelderman. Le leader de l'équipe Tom Dumoulin se fixe pour principaux objectifs le Tour d'Italie et le championnat du monde contre-la-montre. En janvier, Nikias Arndt remporte une nouvelle classique World Tour, la Cadel Evans Great Ocean Road Race. Au Giro, dont c'est la centième édition, Dumoulin revêt le maillot rose après sa victoire en contre-la-montre lors de la dixième étape. Il garde la tête du classement général pendant dix jours, s'imposant en montagne à Orope, puis la cède à Nairo Quintana deux jours avant l'arrivée. Deuxième du contre-la-montre final, il y devance nettement ses adversaires et remporte ce Tour d'Italie. Il est le premier vainqueur néerlandais de cette course. En juin, Dumoulin et Ramon Sinkeldam remportent les deux titres nationaux aux Pays-Bas. Lors du Tour de France, l'équipe réalise son meilleur Tour. Warren Barguil termine dixième du général, remporte deux étapes, le maillot à pois et le prix du super combatif. Michael Matthews gagne également deux étapes et s'adjuge le maillot vert. En deuxième partie de saison, Wilco Kelderman est quatrième du Tour d'Espagne, tandis que Tom Dumoulin remporte une nouvelle course World Tour, le BinckBank Tour. Il est également champion du monde du contre-la-montre et l'équipe Sunweb devient pour la première fois championne du monde du contre-la-montre par équipes. L'équipe termine à la quatrième place du classement par équipes du World Tour, le meilleur classement de son histoire. Le coureur de l'équipe le mieux classé au classement individuel est Tom Dumoulin, troisième avec 2545 points.
En 2018, Warren Barguil quitte l'équipe, alors que le sprinteur et spécialiste des classiques Edward Theuns arrive. L'équipe gagne douze courses, dont huit en World Tour. Régulier, le leader Tom Dumoulin est deuxième du Tour d'Italie et du Tour de France et remporte à chaque fois une étape. Après un début de saison difficile, Michael Matthews gagne coup sur coup le Grand Prix de Québec et de Montréal et Søren Kragh Andersen s'offre Paris-Tours.
La saison 2019 est plus décevante. L'équipe termine 15e du classement mondial UCI, avec seulement 9 succès, dont 6 sur le World Tour. Tom Dumoulin se contente de places d'honneur en début de saison (4e de Tirreno-Adriatico et 6e du Tour des Émirats arabes unis) avant d'abandonner le Tour d'Italie et de déclarer forfait pour le Tour de France en raison d'une blessure au genou. Il quitte l'équipe en fin de saison. Michael Matthews gagne le Grand Prix de Québec, deux étapes du Tour de Catalogne et se classe sixième du Tour des Flandres. Chad Haga gagne le contre-la-montre final du Tour d'Italie et Nikias Arndt s'adjuge une étape du Tour d'Espagne, où Nicolas Roche porte le maillot rouge de leader durant trois jours, tandis que Wilco Kelderman prend la septième place finale.

### 2020: une année dans le top 5 mondial

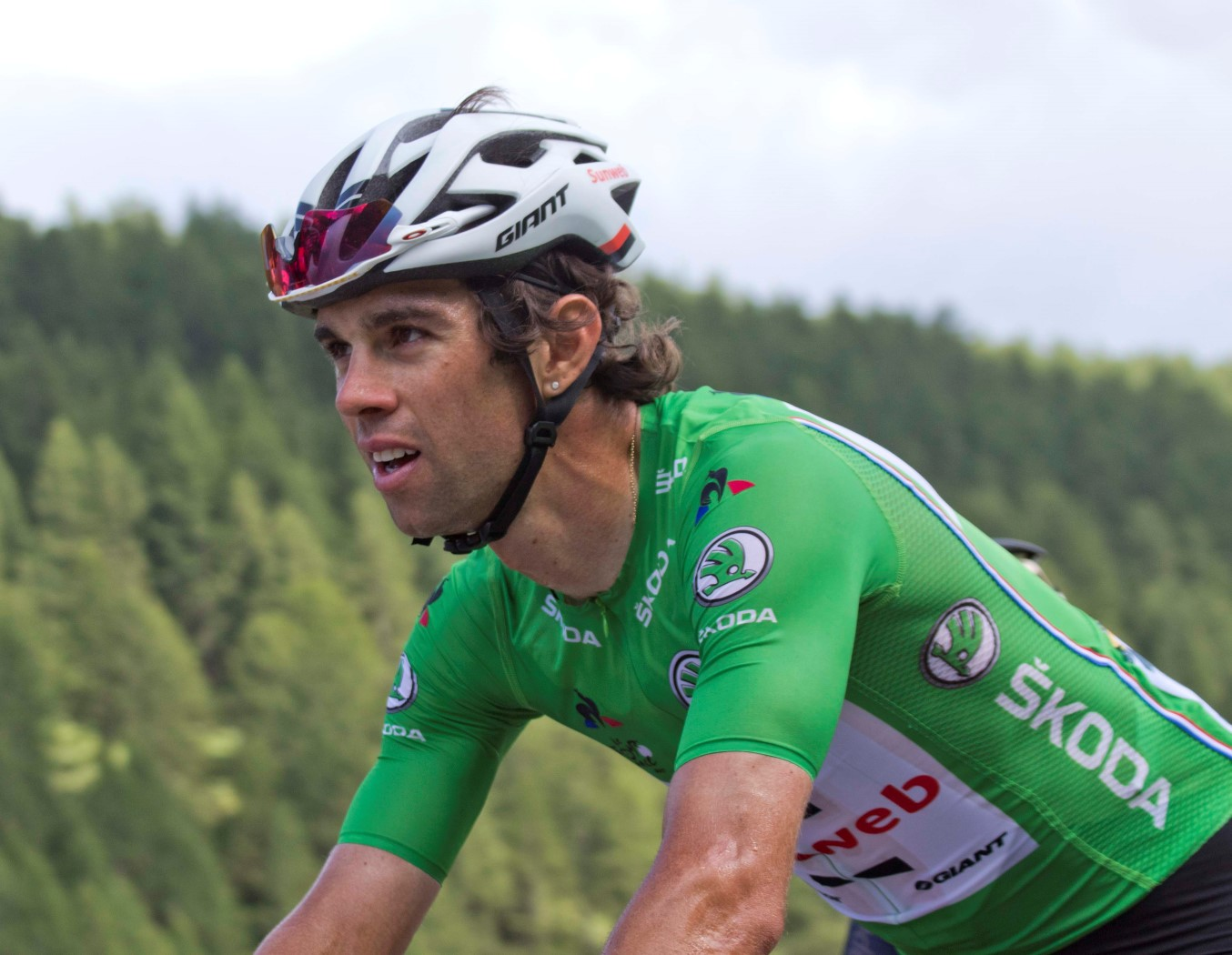
Michael Matthews, ici avec le maillot vert gagné sur le Tour de France 2017, quitte l'équipe à l'issue de la saison 2020.

Pour compenser le départ de son leader Tom Dumoulin, l'équipe Sunweb recrute le polyvalent Tiesj Benoot en 2020. Cette saison, marquée par un arrêt des compétitions de mars à août, voit la formation allemande retrouver des performances proches de sa meilleure année en 2017. 
Emmenée par ses jeunes, elle termine 5e mondiale avec seize victoires, dont neuf sur le circuit World Tour. À 22 ans, Marc Hirschi s'affirme comme un leader du peloton international. Vainqueur d'une étape sur le Tour de France, il termine troisième des mondiaux, mais surtout remporte la Flèche wallonne et se classe deuxième de Liège-Bastogne-Liège. Troisième du Circuit Het Nieuwsblad, Søren Kragh Andersen gagne ensuite une étape de Paris-Nice et deux autres sur le Tour de France, puis se classe deuxième du BinckBank Tour. Tiesj Benoot termine deuxième de Paris-Nice, où il s'adjuge une étape. Michael Matthews est troisième de Milan-San Remo, avant de remporter la Bretagne Classic, quelques semaines plus tard. De son côté, Casper Pedersen s'impose sur Paris-Tours. Outre un Tour de France réussi avec quatre succès d'étapes, les coureurs de l'équipe s'illustrent sur le Tour d'Italie, où Jai Hindley et Wilco Kelderman portent le maillot rose, terminant tous les deux sur le podium, respectivement deuxième et troisième derrière Tao Geoghegan Hart.

### Depuis 2021: des performances à la baisse

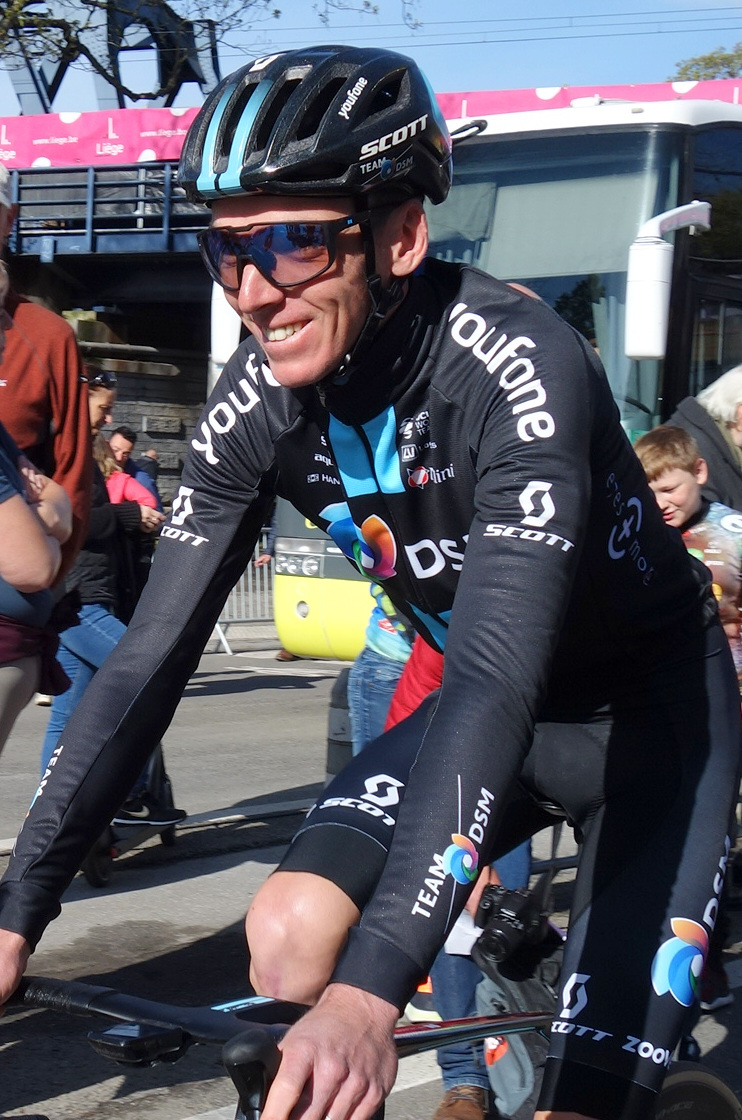
Romain Bardet est le leader de l'équipe pendant plusieurs saisons.

En 2021, Michael Matthews, Wilco Kelderman et Marc Hirschi quittent l'équipe, qui prend le nom de Team DSM. Elle accueille l'expérimenté Romain Bardet, qui retrouve ses anciens coéquipiers Nicolas Roche et Nico Denz. L'équipe réalise sa plus mauvaise saison depuis 2009, avec seulement huit succès et une 21e place au classement mondial. Bardet se classe septième du Tour d'Italie, huitième de Tirreno-Adriatico, ainsi que du Tour de Lombardie et remporte deux courses, dont une étape du Tour d'Espagne. Si de leur côté Søren Kragh Andersen et Jai Hindley déçoivent, Michael Storer brille en remportant le Tour de l'Ain, ainsi que deux étapes et le classement de la montagne du Tour d'Espagne. Tiesj Benoot est notamment cinquième de Paris-Nice et septième de Liège-Bastogne-Liège.
Pour la saison 2022, la formation néerlandaise recrute plusieurs jeunes, ainsi que John Degenkolb qui fait son retour dans l'équipe. Elle voit les départs de Tiesj Benoot, Jai Hindley, ou encore Michael Storer. Cette année, l'équipe se contente de 10 succès et d'une 20e place au classement mondial. Romain Bardet remporte le Tour des Alpes et se classe sixième du Tour de France, mais doit abandonner sur maladie le Tour d'Italie alors qu'il occupe la quatrième place du général à une semaine de l'arrivée. De son côté, Thymen Arensman est la révélation de l'équipe pour sa dernière saison dans la formation. Il termine deuxième du Tour de Pologne et sixième du Tour d'Espagne, où il gagne une étape. Le sprinteur Alberto Dainese gagne une étape du Tour d'Italie.
Lors de l'année 2023, elle décroche 11 succès et termine 17e du classement UCI. Marius Mayrhofer crée la surprise en remportant la Cadel Evans Great Ocean Road Race. Il s'agit de la première victoire de l'équipe sur une classique World Tour depuis 2020. Lors du Tour d'Italie, Alberto Dainese gagne une étape, tandis qu'Andreas Leknessund porte le maillot rose pendant six jours et se classe huitième du général. Romain Bardet se contente de tops 10 sur les courses par étapes. Sur le Tour d'Espagne, l'équipe DSM gagne le contre-la-montre par équipes inaugural, ce qui permet à Lorenzo Milesi d'être maillot rouge pendant une journée. Dainese remporte également une étape en fin de course.
Si la formation néerlandaise reste classée dans les dernières équipes World Tour au classement UCI, sa saison 2024 est la plus victorieuse depuis 2014. Elle comptabilise 22 succès, dont 3 sur le World Tour. Tobias Lund Andresen se révèle avec six succès. Romain Bardet gagne la première étape du Tour de France et porte le maillot jaune pendant une journée. Il se classe également deuxième de Liège-Bastogne-Liège et neuvième du Tour d'Italie. Oscar Onley accumule les tops 10 sur les courses par étapes, dont une deuxième place au Tour du Guangxi. Lors du Tour d'Espagne, Pavel Bittner gagne une étape.

## L'équipe et le dopage
En 2005, Stefan Schumacher fait l'objet d'un contrôle antidopage positif à la cathine durant le Tour de Rhénanie-Palatinat. Il est finalement acquitté en septembre après avoir démontré que la substance était issue d'un médicament prescrit par sa mère, médecin, afin de traiter son allergie au pollen.
Le 6 décembre 2007, l'équipe rejoint le Mouvement pour un cyclisme crédible, une association créée par sept équipes lors du Tour de France 2007 ayant des règles strictes en matière de lutte antidopage.
En janvier 2013, Rudie Kemna avoue avoir eu recours à l'EPO au cours de sa carrière. Il reconnait avoir utilisé des substances interdites au printemps 2003 en tant que coureur sous la direction de Johan Capiot. Il est suspendu pour six mois de son rôle de directeur sportif au sein de l'équipe,.
En mars 2019, dans le cadre du démantèlement d'un réseau international de dopage par la police autrichienne lors des championnats du monde de ski nordique 2019, Georg Preidler qui a couru pour l'équipe Sunweb de 2013 à 2017, reconnait avoir eu recours aux prélèvements sanguins au cours de sa carrière sans cependant se l'avoir réinjecté. Il est suspendu quatre ans par l'UCI, du 5 mars 2019 au 4 mars 2023 et perd tous ses résultats obtenus entre le 1er février 2018 et le 5 mars 2019. En septembre 2019, il est inculpé par la justice de fraude commerciale grave. Le procureur général à Innsbruck l'accuse d'avoir commencé le dopage sanguin et la prise d'hormones de croissance dès le Tour d'Italie 2017, alors que Preidler nie être passé à l'acte,.

## Classements UCI
L'équipe participe aux épreuves des circuits continentaux, dont l'UCI Europe Tour, mais également à certaines courses de l'UCI Asia Tour et de l'UCI America Tour. Les tableaux ci-dessous présentent les classements de l'équipe sur les différents circuits, ainsi que son meilleur coureur au classement individuel.
UCI America Tour
| UCI America Tour | UCI America Tour       | UCI America Tour                          | UCI America Tour |
| Année            | Classement par équipes | Meilleur coureur au classement individuel |                  |
| ---------------- | ---------------------- | ----------------------------------------- | ---------------- |
| 2011             | 36e                    | Kenny van Hummel (318e)                   |                  |
| 2012             | 29e                    | Roger Kluge (186e)                        |                  |
| 2016             | -                      | Tom Dumoulin (13e)                        |                  |
| 2018             | -                      | Chad Haga (162e)                          |                  |
| 2019             | -                      | Chad Haga (72e)                           |                  |
| 2020             | -                      | Chad Haga (27e)                           |                  |
| 2021             | -                      | Chad Haga (83e)                           |                  |
| 2022             | -                      | Kevin Vermaerke (124e)                    |                  |
| 2023             | -                      | Kevin Vermaerke (17e)                     |                  |
| 2024             | -                      | Kevin Vermaerke (11e)                     |                  |
|                  |                        |                                           |                  |
| Source : UCI     |                        |                                           |                  |

UCI Asia Tour
| UCI Asia Tour | UCI Asia Tour          | UCI Asia Tour                             | UCI Asia Tour |
| Année         | Classement par équipes | Meilleur coureur au classement individuel |               |
| ------------- | ---------------------- | ----------------------------------------- | ------------- |
| 2005          | 12e                    | Hidenori Nodera (12e)                     |               |
| 2006          | 2e                     | Maarten Tjallingii (5e)                   |               |
| 2007          | 6e                     | Hidenori Nodera (10e)                     |               |
| 2008          | 3e                     | Hidenori Nodera (16e)                     |               |
| 2009          | 18e                    | Tom Veelers (54e)                         |               |
| 2010          | 47e                    | Jin Long (228e)                           |               |
| 2011          | 11e                    | Kenny van Hummel (19e)                    |               |
| 2012          | 18e                    | Tom Veelers (34e)                         |               |
| 2016          | -                      | Tom Dumoulin (53e)                        |               |
| 2017          | -                      | Max Walscheid (56e)                       |               |
| 2018          | -                      | Jai Hindley (27e)                         |               |
|               |                        |                                           |               |
| Source : UCI  |                        |                                           |               |

UCI Europe Tour
| UCI Europe Tour | UCI Europe Tour        | UCI Europe Tour                           | UCI Europe Tour |
| Année           | Classement par équipes | Meilleur coureur au classement individuel |                 |
| --------------- | ---------------------- | ----------------------------------------- | --------------- |
| 2005            | 44e                    | Stefan Schumacher (5e)                    |                 |
| 2006            | 16e                    | Aart Vierhouten (28e)                     |                 |
| 2007            | 13e                    | Paul Martens (40e)                        |                 |
| 2008            | 34e                    | Robert Wagner (53e)                       |                 |
| 2009            | 6e                     | Kenny van Hummel (2e)                     |                 |
| 2010            | 10e                    | Kenny van Hummel (16e)                    |                 |
| 2011            | 2e                     | Marcel Kittel (4e)                        |                 |
| 2012            | 2e                     | John Degenkolb (1er)                      |                 |
| 2016            | -                      | Sam Oomen (88e)                           |                 |
| 2017            | -                      | Phil Bauhaus (132e)                       |                 |
| 2018            | -                      | Max Walscheid (92e)                       |                 |
| 2019            | -                      | Marc Hirschi (77e)                        |                 |
| 2020            | -                      | Marc Hirschi (9e)                         |                 |
| 2021            | -                      | Romain Bardet (45e)                       |                 |
| 2022            | -                      | Thymen Arensman (27e)                     |                 |
| 2023            | -                      | Romain Bardet (42e)                       |                 |
| 2024            | -                      | Romain Bardet (25e)                       |                 |
|                 |                        |                                           |                 |
| Source : UCI    |                        |                                           |                 |

UCI Oceania Tour
| UCI Oceania Tour | UCI Oceania Tour       | UCI Oceania Tour                          | UCI Oceania Tour |
| Année            | Classement par équipes | Meilleur coureur au classement individuel |                  |
| ---------------- | ---------------------- | ----------------------------------------- | ---------------- |
| 2009             | 21e                    | Mitchell Docker (61e)                     |                  |
| 2012             | 8e                     | Marcel Kittel (13e)                       |                  |
| 2018             | -                      | Chris Hamilton (42e)                      |                  |
| 2019             | -                      | Michael Matthews (2e)                     |                  |
| 2020             | -                      | Jai Hindley (2e)                          |                  |
| 2021             | -                      | Michael Storer (6e)                       |                  |
| 2022             | -                      | Sam Welsford (22e)                        |                  |
| 2023             | -                      | Sam Welsford (6e)                         |                  |
|                  |                        |                                           |                  |
| Source : UCI     |                        |                                           |                  |

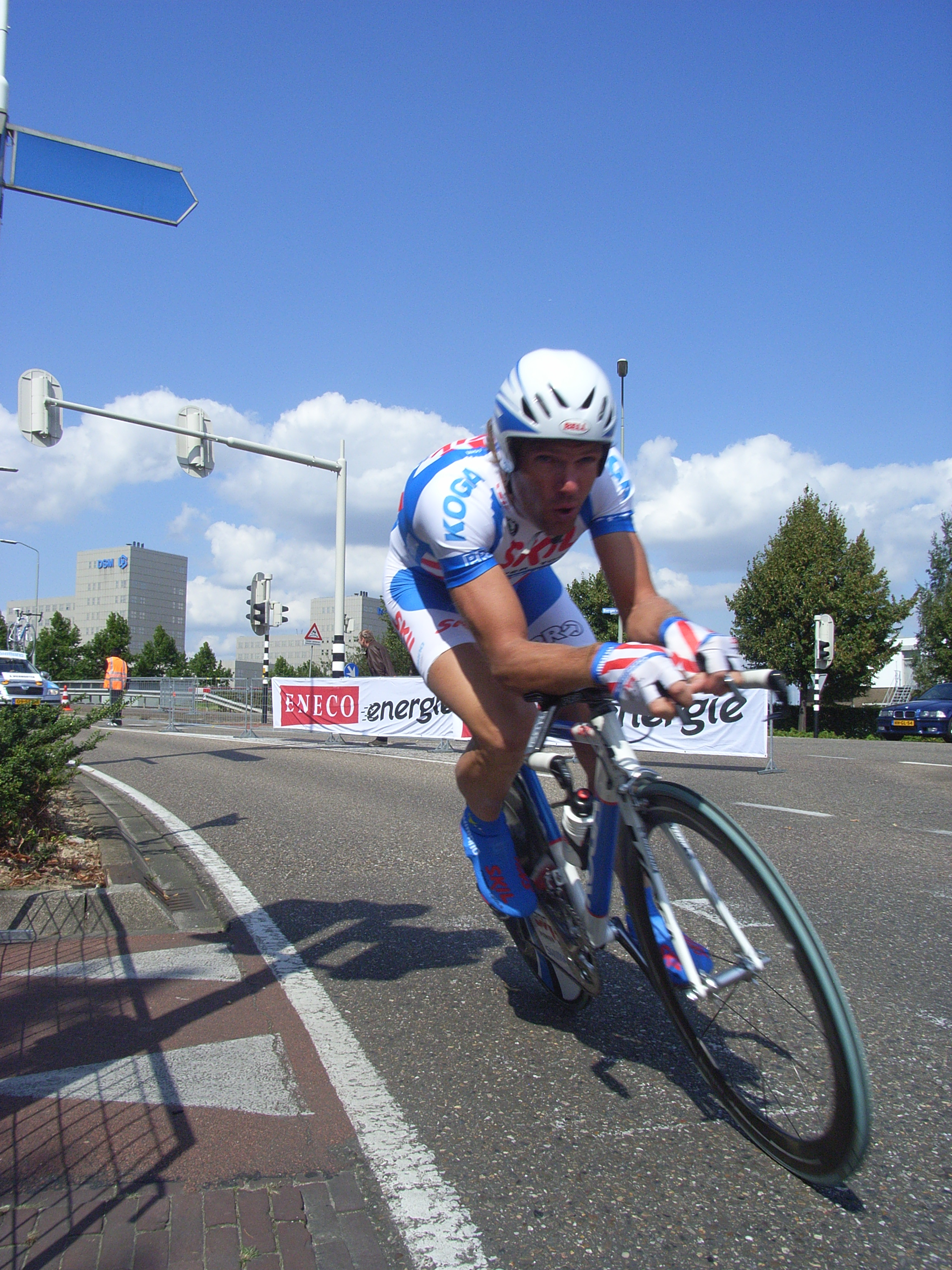
Aart Vierhouten, lors de l'Eneco Tour 2008

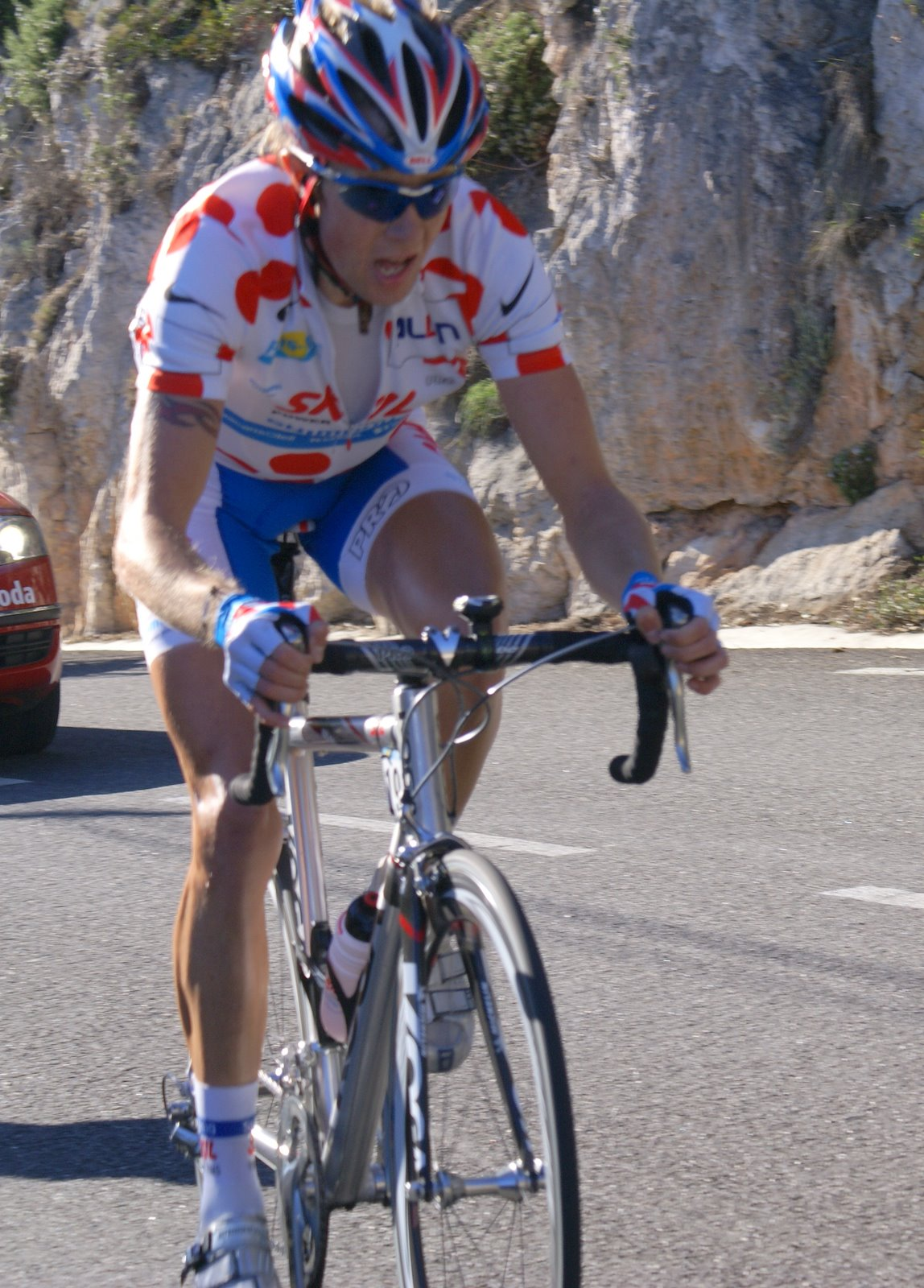
Clément Lhotellerie, maillot à pois de Paris-Nice 2008

En 2009, le classement du ProTour est remplacé par le Calendrier mondial UCI. Celui-ci compile les points acquis lors d'épreuve du Calendrier mondial UCI et intègre les équipes continentales professionnelles, ce qui n'était pas le cas du classement du ProTour. L'équipe Skil-Shimano est 26e de ce classement en 2009 avec 33 points. Ceux-ci ont été acquis par Jonathan Hivert lors de Paris-Nice (25 pts), Cyril Lemoine lors du Tour de France (6 pts) et Tom Veelers (2 pts).
| Calendrier mondial | Calendrier mondial     | Calendrier mondial                        | Calendrier mondial |
| Année              | Classement par équipes | Meilleur coureur au classement individuel |                    |
| ------------------ | ---------------------- | ----------------------------------------- | ------------------ |
| 2009               | 26e                    | Jonathan Hivert (118e)                    |                    |
| 2010               | 31e                    | Dominique Cornu (160e)                    |                    |
|                    |                        |                                           |                    |
| Source : UCI       |                        |                                           |                    |

En 2013 l'équipe intègre l'UCI World Tour.
| UCI World Tour | UCI World Tour         | UCI World Tour                            | UCI World Tour |
| Année          | Classement par équipes | Meilleur coureur au classement individuel |                |
| -------------- | ---------------------- | ----------------------------------------- | -------------- |
| 2013           | 16e                    | John Degenkolb (41e)                      |                |
| 2014           | 8e                     | John Degenkolb (13e)                      |                |
| 2015           | 10e                    | John Degenkolb (12e)                      |                |
| 2016           | 16e                    | Tom Dumoulin (27e)                        |                |
| 2017           | 4e                     | Tom Dumoulin (3e)                         |                |
| 2018           | 9e                     | Michael Matthews (7e)                     |                |
|                |                        |                                           |                |
| Source : UCI   |                        |                                           |                |

En 2016, le Classement mondial UCI qui prend en compte toutes les épreuves UCI est mis en place parallèlement à l'UCI World Tour et aux circuits continentaux. Il remplace définitivement l'UCI World Tour en 2019.
| Classement mondial | Classement mondial     | Classement mondial                        | Classement mondial |
| Année              | Classement par équipes | Meilleur coureur au classement individuel |                    |
| ------------------ | ---------------------- | ----------------------------------------- | ------------------ |
| 2016               | -                      | Tom Dumoulin (24e)                        |                    |
| 2017               | -                      | Tom Dumoulin (5e)                         |                    |
| 2018               | -                      | Tom Dumoulin (8e)                         |                    |
| 2019               | 15e                    | Michael Matthews (33e)                    |                    |
| 2020               | 5e                     | Marc Hirschi (10e)                        |                    |
| 2021               | 21e                    | Romain Bardet (54e)                       |                    |
| 2022               | 20e                    | Thymen Arensman (33e)                     |                    |
| 2023               | 17e                    | Romain Bardet (50e)                       |                    |
| 2024               | 16e                    | Romain Bardet (31e)                       |                    |
|                    |                        |                                           |                    |
| Source : UCI       |                        |                                           |                    |

## Principales victoires

### Compétitions internationales
Contrairement aux autres courses, les championnats du monde sont disputés par équipes nationales et non par équipes commerciales.
 Championnats du monde
- Contre-la-montre : 2017 (Tom Dumoulin)
- Contre-la-montre par équipes : 2017
- Contre-la-montre espoirs : 2023 (Lorenzo Milesi)

### Courses d'un jour
Victoires sur les classiques de niveau World Tour ou équivalent (en gras les victoires sur les classiques « Monuments ») :
- Vattenfall Cyclassics : 2013 (John Degenkolb)
- Gand-Wevelgem : 2014 (John Degenkolb)
- Milan-San Remo : 2015 (John Degenkolb)
- Paris-Roubaix : 2015 (John Degenkolb)
- Cadel Evans Great Ocean Road Race : 2017 (Nikias Arndt) et 2023 (Marius Mayrhofer)
- Grand Prix cycliste de Québec : 2018 et 2019 (Michael Matthews)
- Grand Prix cycliste de Montréal : 2018 (Michael Matthews)
- Bretagne Classic : 2020 (Michael Matthews)
- Flèche wallonne : 2020 (Marc Hirschi)

Victoires sur les autres courses d'un jour :
- Grand Prix Pino Cerami : 2006 (Sebastian Langeveld)
- Noord-Nederland Tour : 2006 (Aart Vierhouten), 2007 (Maarten den Bakker)
- Tour de Münster : 2006 (Paul Martens), 2011, 2012 (Marcel Kittel), 2016 (John Degenkolb), 2018 (Max Walscheid)
- Tour de Hollande-Septentrionale : 2007 (Kenny van Hummel), 2008, 2010 (Robert Wagner)
- Prix national de clôture : 2007 (Floris Goesinnen)
- Tour d'Overijssel : 2009 (Kenny van Hummel), 2010 (Job Vissers)
- Batavus Prorace : 2009 (Kenny van Hummel)
- Dutch Food Valley Classic : 2009 (Kenny van Hummel)
- Tour de Rijke : 2009 (Kenny van Hummel)
- Hel van het Mergelland : 2010 (Yann Huguet)
- ProRace Berlin : 2011, 2013 (Marcel Kittel)
- Halle-Ingooigem : 2011 (Roy Curvers)
- Memorial Rik van Steenbergen : 2011 (Kenny van Hummel)
- Championnat des Flandres : 2011 (Marcel Kittel), 2012 (Ronan van Zandbeek)
- Grand Prix de l'Escaut : 2012, 2013, 2014 (Marcel Kittel)
- Circuit du Houtland : 2012, 2013 (Marcel Kittel), 2019 (Max Walscheid)
- Grand Prix d'Isbergues : 2012 (John Degenkolb)
- Paris-Bourges : 2013, 2014 (John Degenkolb)
- Paris-Tours : 2013 (John Degenkolb), 2018 (Søren Kragh Andersen) et 2020 (Casper Pedersen)
- Grand Prix Jef Scherens : 2013 (Bert De Backer)
- Binche-Chimay-Binche : 2013 (Reinardt Janse van Rensburg)
- Handzame Classic : 2014 (Luka Mezgec)
- Grand Prix du canton d'Argovie : 2014 (Simon Geschke)
- Velothon Berlin : 2015 (Ramon Sinkeldam)
- Kernen Omloop Echt-Susteren : 2015 (Max Walscheid)
- Nokere Koerse : 2019 (Cees Bol), 2025 (Nils Eekhoff)
- Grand Prix Criquielion : 2023 (Sam Welsford)
- Tour de Cologne : 2024 (Casper van Uden)

### Course par étapes
Victoires sur les courses de niveau World Tour ou équivalent :
- BinckBank Tour : 2017 (Tom Dumoulin)

Victoires sur les autres courses par étapes :
- Tour de Basse-Saxe : 2005 (Stefan Schumacher)
- Ster Elektrotoer : 2005 (Stefan Schumacher)
- Tour de Belgique : 2006 (Maarten Tjallingii)
- Tour du lac Qinghai : 2006 (Maarten Tjallingii)
- Tour de Drenthe : 2011 (Kenny van Hummel)
- Delta Tour Zeeland : 2011 (Marcel Kittel)
- Tour de Picardie : 2013 (Marcel Kittel)
- Étoile de Bessèges : 2014 (Tobias Ludvigsson)
- Tour de l'Ain : 2016 (Sam Oomen), 2021 (Michael Storer)
- Herald Sun Tour : 2020 (Jai Hindley)
- Tour des Alpes : 2022 (Romain Bardet)
- Arctic Race of Norway : 2022 (Andreas Leknessund)
- Tour de Turquie : 2024 (Frank van den Broek)
- Tour de Langkawi : 2024 (Max Poole)

### Championnats nationaux
- Championnats d'Autriche sur route : 2
  - Contre-la-montre : 2015 et 2017 (Georg Preidler)
- Championnats du Japon sur route : 3
  - Course en ligne : 2005, 2008 (Hidenori Nodera) et 2012 (Yukihiro Doi)
- Championnats de Lettonie sur route : 1
  - Course en ligne : 2024 (Emīls Liepiņš)
- Championnats des Pays-Bas sur route : 4
  - Course en ligne : 2017 (Ramon Sinkeldam)
  - Contre-la-montre : 2014, 2016 et 2017 (Tom Dumoulin)
- Championnats de Tchéquie sur route : 1
  - Contre-la-montre espoirs : 2023 (Pavel Bittner)

## Bilan sur les grands tours

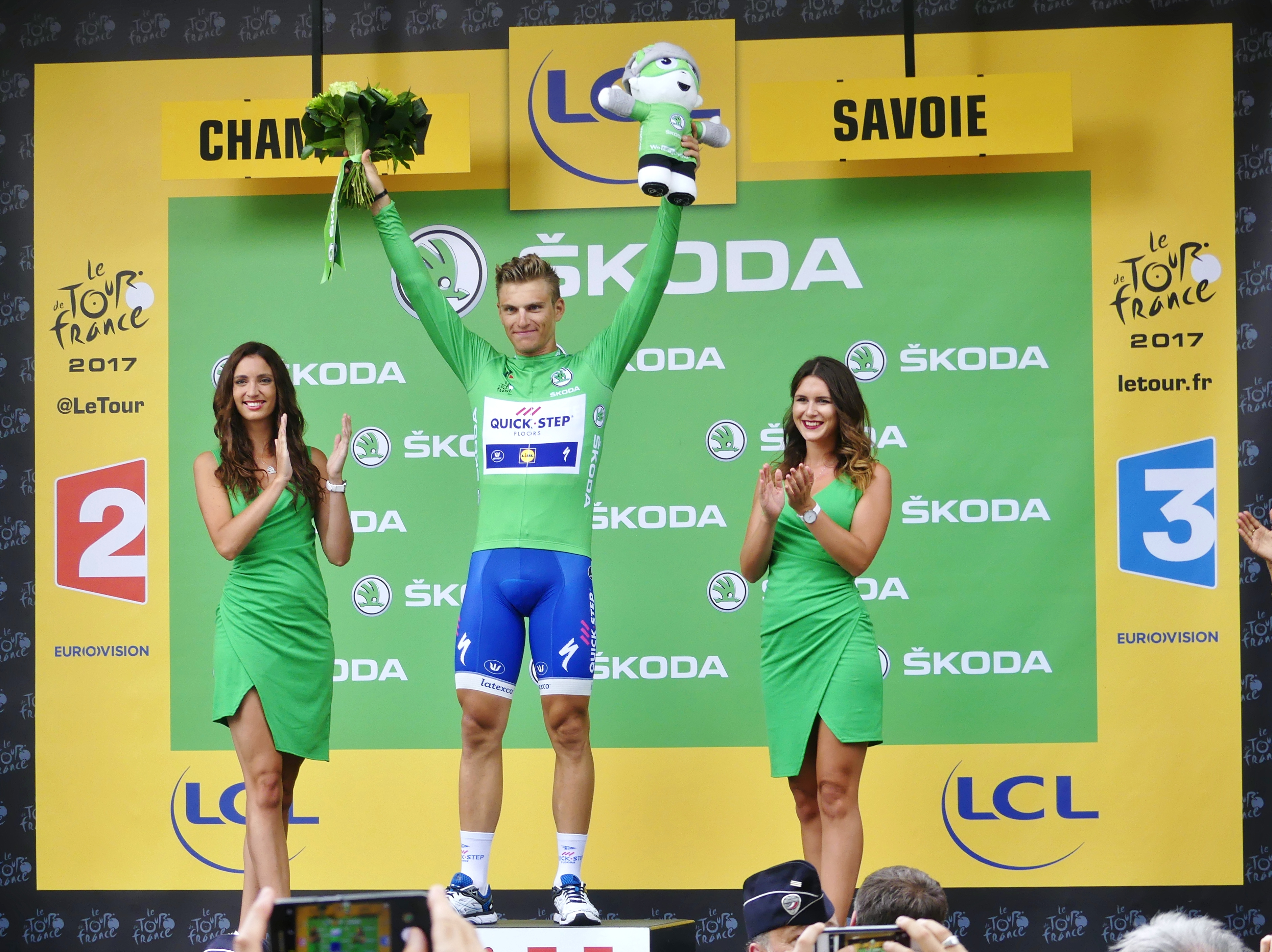
Marcel Kittel (ici en 2017) est l'un des meilleurs sprinteurs du monde durant son passage dans l'équipe.

Le Tour de France 2009 est le premier grand tour auquel participe l'équipe sous le nom de Skil-Shimano. Son meilleur résultat est la victoire de Tom Dumoulin sur le Tour d'Italie 2017.
- Tour de France
  - 14 participations (2009, 2012, 2013, 2014, 2015, 2016, 2017, 2018, 2019, 2020, 2021, 2022, 2023, 2024)
  - 20 victoires d'étapes :
    - 4 en 2013 : Marcel Kittel (4)
    - 4 en 2014 : Marcel Kittel (4)
    - 1 en 2015 : Simon Geschke
    - 2 en 2016 : Tom Dumoulin (2)
    - 4 en 2017 : Warren Barguil (2), Michael Matthews (2)
    - 1 en 2018 : Tom Dumoulin
    - 3 en 2020 : Søren Kragh Andersen (2), Marc Hirschi
    - 1 en 2024 : Romain Bardet

  - Meilleur classement général : 2e en 2018 (Tom Dumoulin)
  - 4 classements annexes :
    -  Classement du meilleur grimpeur : 2017 (Warren Barguil)
    -  Classement par points : 2017 (Michael Matthews)
    -  Prix de la combativité : 2017 (Warren Barguil) et 2020 (Marc Hirschi)

- Tour d'Italie
  - 13 participations (2013, 2014, 2015, 2016, 2017, 2018, 2019, 2020, 2021, 2022, 2023, 2024, 2025)
  - 14 victoires d'étapes :
    - 1 en 2013 : John Degenkolb
    - 3 en 2014 : Marcel Kittel (2) et Luka Mezgec
    - 2 en 2016 : Tom Dumoulin, Nikias Arndt
    - 2 en 2017 : Tom Dumoulin (2)
    - 1 en 2018 : Tom Dumoulin
    - 1 en 2019 : Chad Haga
    - 1 en 2020 : Jai Hindley
    - 1 en 2022 : Alberto Dainese
    - 1 en 2023 : Alberto Dainese
    - 1 en 2025 : Casper van Uden

  - 1 victoire finale :
    -  2017 (Tom Dumoulin)

- Tour d'Espagne
  - 14 participations (2011, 2012, 2013, 2014, 2015, 2016, 2017, 2018, 2019, 2020, 2021, 2022, 2023, 2024)
  - 21 victoires d'étapes :
    - 1 en 2011 : Marcel Kittel
    - 5 en 2012 : John Degenkolb (5)
    - 2 en 2013 : Warren Barguil (2)
    - 4 en 2014 : John Degenkolb (4)
    - 3 en 2015 : Tom Dumoulin (2), John Degenkolb
    - 1 en 2019 : Nikias Arndt
    - 3 en 2021 : Michael Storer (2), Romain Bardet
    - 1 en 2022 : Thymen Arensman
    - 1 en 2024 : Pavel Bittner

  - Meilleur classement général : 4e en 2017 (Wilco Kelderman)
  - 3 classements annexes :
    -  Classement par points : 2014 (John Degenkolb)
    -  Prix de la combativité : 2015 (Tom Dumoulin)
    -  Classement de la montagne : 2021 (Michael Storer)

## Principaux coureurs depuis les débuts
Ce tableau présente les résultats obtenus au sein de l'équipe par une sélection de coureurs qui se sont distingués soit par le rôle de leader ou de capitaine de route qui leur a été attribué pendant tout ou partie de leur passage dans l'équipe, leur longévité au sein de celle-ci, soit en remportant une course majeure pour l'équipe, soit encore par leur place dans l'histoire du cyclisme en général. La majorité des coureurs cités se distinguent par plusieurs de ces caractéristiques.
| Nom                  | Naissance | Nationalité | Arrivée   | Départ | résultats |
| -------------------- | --------- | ----------- | --------- | ------ | --- |
| François Parisien    | 1982      | Canada      | 2013      | 2013   | 1 étape du Tour de Catalogne (2013) |
| Marcel Kittel        | 1988      | Allemagne   | 2011      | 2015   | 8 étapes du Tour de France (4x 2013, 4x 2014) 5 étapes du Tour de Pologne (4x 2011, 2015) 2 étapes de l'Eneco Tour (2012) 2 étapes du Tour d'Italie (2014) 1 étape du Tour d'Espagne (2011) 1 étape de Paris-Nice (2013) |
| Luka Mezgec          | 1988      | Slovénie    | 2013      | 2015   | 3 étapes du Tour de Catalogne (2014) 2 étapes du Tour de Pékin (2013, 2014) 1 étape du Tour d'Italie (2014) |
| John Degenkolb       | 1989      | Allemagne   | 2012 2022 | 2016 - | Classement par points du Tour d'Espagne (2014) Vattenfall Cyclassics (2013) Gand-Wevelgem (2014) Milan-San Remo (2015) Paris-Roubaix (2015) 10 étapes du Tour d'Espagne (5x 2012, 4x 2014, 2015) 1 étape du Tour de Pologne (2012) 1 étape du Tour d'Italie (2013) 1 étape de Paris-Nice (2014) 2e de la Cyclassics Hamburg (2016) 2e de Paris-Roubaix (2014) |
| Simon Geschke        | 1986      | Allemagne   | 2009      | 2018   | 1 étape du Tour de France (2015) |
| Phil Bauhaus         | 1994      | Allemagne   | 2017      | 2018   | 1 étape du Critérium du Dauphiné (2017) 1 étape du Tour d'Abou Dabi (2018) |
| Mike Teunissen       | 1992      | Pays-Bas    | 2017      | 2018   | 2e d'À travers les Flandres (2018) |
| Tom Dumoulin         | 1990      | Pays-Bas    | 2012      | 2019   | Champion du monde du contre-la-montre (2017) Tour d'Italie (2017) Benelux Tour (2017) 2 étapes du Tour de Suisse (2015) 2 étapes du Tour d'Espagne (2015) 3 étapes du Tour de France (2x 2016, 2018) 4 étapes du Tour d'Italie (2016, 2x 2017, 2018) 1 étape de l'Eneco Tour (2014) 1 étape du Tour du Pays basque (2015) 2e du Tour de France (2018) 2e du Tour d'Italie (2018) 2e du Eneco Tour (2013) 2e du Grand Prix de Québec (2014) 3e du Tour d'Abou Dabi (2017) 3e du Tour de Suisse (2015) 3e du Eneco Tour (2014)   |
| Michael Matthews     | 1990      | Australie   | 2017      | 2020   | Classement par points du Tour de France (2017) Grand Prix de Québec (2018, 2019) Grand Prix de Montréal (2018) Bretagne Classic (2020) 2 étapes du Tour de France (2017) 2 étapes du Tour de Catalogne (2019) 1 étape du Tour du Pays basque (2017) 1 étape du Tour de Suisse (2017) 1 étape du Tour de Romandie (2018) 1 étape du BinckBank Tour (2018) 2e du BinckBank Tour (2018) 2e de l'Eschborn-Francfort (2018) 3e de Milan-San Remo (2020) 3e de la RideLondon-Surrey Classic (2017) 3e du Grand Prix de Québec (2017) |
| Wilco Kelderman      | 1991      | Pays-Bas    | 2017      | 2020   | 3e du Tour d'Italie (2020) 4e du Tour d'Espagne (2017) 2e du Tour d'Abou Dabi (2018) |
| Marc Hirschi         | 1998      | Suisse      | 2019      | 2020   | Flèche wallonne (2020) 1 étape du Tour de France (2020) 2e de la Classique de Saint-Sébastien (2019) 2e de Liège-Bastogne-Liège (2020) |
| Chad Haga            | 1988      | États-Unis  | 2014      | 2021   | 1 étape du Tour d'Italie (2019) |
| Jai Hindley          | 1996      | Australie   | 2018      | 2021   | 1 étape du Tour d'Italie (2020) 2e du Tour d'Italie (2020) 2e du Tour de Pologne (2019) |
| Michael Storer       | 1997      | Australie   | 2018      | 2021   | Classement de la montagne du Tour d'Espagne (2021) 2 étapes du Tour d'Espagne (2021) |
| Tiesj Benoot         | 1994      | Belgique    | 2020      | 2021   | 1 étape de Paris-Nice (2020) 2e de Paris-Nice (2020) |
| Nikias Arndt         | 1991      | Allemagne   | 2013      | 2022   | Cadel Evans Great Ocean Road Race (2017) 1 étape du Critérium du Dauphiné (2014) 1 étape du Tour d'Italie (2016) 1 étape du Tour d'Espagne (2019) 1 étape du Tour de Pologne (2021) |
| Søren Kragh Andersen | 1994      | Danemark    | 2016      | 2022   | 2 étapes du Tour de France (2020) 1 étape du Tour de Suisse (2018) 1 étape du BinckBank Tour (2020) 1 étape de Paris-Nice (2020) 2e du BinckBank Tour (2020) 3e du Circuit Het Nieuwsblad (2020) |
| Cees Bol             | 1995      | Pays-Bas    | 2019      | 2022   | 1 étape du Tour de Californie (2019) 1 étape de Paris-Nice (2021) |
| Thymen Arensman      | 1999      | Pays-Bas    | 2020      | 2022   | 1 étape du Tour d'Espagne (2022) 1 étape du Tour de Pologne (2022) 2e du Tour de Pologne (2022) |
| Nico Denz            | 1994      | Allemagne   | 2020      | 2022   | 1 étape du Tour de Suisse (2022) |
| Sam Welsford         | 1996      | Australie   | 2022      | 2023   | 1 étape du Renewi Tour (2023) |
| Alberto Dainese      | 1998      | Italie      | 2020      | 2023   | 2 étapes du Tour d'Italie (2022, 2023) 1 étape du Tour d'Espagne (2023) |
| Andreas Leknessund   | 1999      | Norvège     | 2021      | 2023   | 1 étape du Tour de Suisse (2022) |
| Marius Mayrhofer     | 2000      | Allemagne   | 2022      | 2023   | Cadel Evans Great Ocean Road Race (2023) |
| Warren Barguil       | 1991      | France      | 2013 2024 | 2017 - | Classement de la montagne du Tour de France (2017) 2 étapes du Tour d'Espagne (2013) 2 étapes du Tour de France (2017) 10e du Tour de France (2017) 3e du Tour de Suisse (2016) |
| Romain Bardet        | 1990      | France      | 2021      |        | 1 étape du Tour d'Espagne (2021) 1 étape du Tour de France (2024) 2e de Liège-Bastogne-Liège (2024) |
| Oscar Onley          | 2002      | Royaume-Uni | 2023      |        | 1 étape du Tour Down Under (2024) 2e du Tour du Guangxi (2024) |
| Pavel Bittner        | 2002      | Tchéquie    | 2023      |        | 1 étape du Tour d'Espagne (2024) |

## Team Picnic PostNL en 2025
| Effectif 2025                         | Effectif 2025     | Effectif 2025 | Effectif 2025                                |
| Cycliste                              | Date de naissance | Pays          | Équipe précédente                            |
| ------------------------------------- | ----------------- | ------------- | -------------------------------------------- |
| Tobias Lund Andresen                  | 20 août 2002      | Danemark      | Development Team DSM (2022)                  |
| Romain Bardet (1 janv.–15 juin, note) | 9 novembre 1990   | France        | AG2R La Mondiale (2020)                      |
| Warren Barguil                        | 28 octobre 1991   | France        | Arkéa-Samsic (2023)                          |
| Pavel Bittner                         | 29 octobre 2002   | Tchéquie      | Development Team DSM (2022)                  |
| Romain Combaud                        | 1 avril 1991      | France        | Nippo-Delko One Provence (2020)              |
| John Degenkolb                        | 7 janvier 1989    | Allemagne     | Lotto-Soudal (2021)                          |
| Robbe Dhondt                          | 25 juin 2004      | Belgique      | Development Team dsm-firmenich PostNL (2024) |
| Matthew Dinham                        | 9 avril 2000      | Australie     | Team BridgeLane (2022)                       |
| Patrick Eddy                          | 17 octobre 2002   | Australie     | Development Team DSM-Firmenich (2023)        |
| Alexander Edmondson                   | 22 décembre 1993  | Australie     | Team BikeExchange-Jayco (2022)               |
| Nils Eekhoff                          | 23 janvier 1998   | Pays-Bas      | Development Team Sunweb (2019)               |
| Sean Flynn                            | 2 mars 2000       | Royaume-Uni   | Tudor Pro Cycling Team (2022)                |
| Chris Hamilton                        | 18 mai 1995       | Australie     | Avanti IsoWhey Sports (2016)                 |
| Fabio Jakobsen                        | 31 août 1996      | Pays-Bas      | Soudal Quick-Step (2023)                     |
| Bjoern Koerdt                         | 20 juillet 2004   | Royaume-Uni   | Club Cycliste d'Étupes (2024)                |
| Gijs Leemreize                        | 23 octobre 1999   | Pays-Bas      | Jumbo-Visma (2023)                           |
| Enzo Leijnse                          | 16 juillet 2001   | Pays-Bas      | Development Team DSM-Firmenich (2023)        |
| Niklas Märkl                          | 3 mars 1999       | Allemagne     | Development Team Sunweb (2020)               |
| Tim Naberman                          | 11 mai 1999       | Pays-Bas      | Development Team DSM (2021)                  |
| Oscar Onley                           | 13 octobre 2002   | Royaume-Uni   | Development Team DSM (2022)                  |
| Max Poole                             | 1 mars 2003       | Royaume-Uni   | Development Team DSM (2022)                  |
| Timo Roosen                           | 11 janvier 1993   | Pays-Bas      | Jumbo-Visma (2023)                           |
| Julius van den Berg                   | 23 octobre 1996   | Pays-Bas      | EF Education-EasyPost (2023)                 |
| Frank van den Broek                   | 28 décembre 2000  | Pays-Bas      | Development Team DSM-Firmenich (2023)        |
| Casper van Uden                       | 22 juillet 2001   | Pays-Bas      | Development Team DSM (2022)                  |
| Kevin Vermaerke                       | 16 octobre 2000   | États-Unis    | Hagens Berman Axeon (2020)                   |
| Bram Welten                           | 29 mars 1997      | Pays-Bas      | Groupama-FDJ (2023)                          |
| Juan Guillermo Martínez               | 21 novembre 2004  | Colombie      | Q36.5 Continental (2024)                     |
|                                       |                   |               |                                              |
| Source : ProCyclingStats              |                   |               |                                              |

note: Romain Bardet, retraite sportive

### Victoires
| Victoires | Victoires                  | Victoires | Victoires | Victoires            | Victoires |
| Date      | Course                     | Pays      | Classe    | Vainqueur            |           |
| --------- | -------------------------- | --------- | --------- | -------------------- | --------- |
| 30 janv.  | Surf Coast Classic         | Australie | 1.1       | Tobias Lund Andresen |           |
| 19 mars   | Nokere Koerse              | Belgique  | 1.Pro     | Nils Eekhoff         |           |
| 13 mai    | 4e étape du Tour d'Italie  | Italie    | 2.UWT     | Casper van Uden      |           |
| 19 juin   | 5e étape du Tour de Suisse | Suisse    | 2.UWT     | Oscar Onley          |           |

## Saisons précédentes
| - Argos-Shimano en 2013 - Giant-Shimano en 2014 - Giant-Alpecin en 2015 - Giant-Alpecin en 2016 - Team Sunweb en 2017 - Team Sunweb en 2018 - Team Sunweb en 2019 | - Team Sunweb en 2020 - Team DSM en 2021 - Team DSM en 2022 - Team dsm-firmenich en 2023 - Team dsm-firmenich PostNL en 2024 - Team Picnic PostNL en 2025 |